# Football Club Metz Femenino
El Football Club Metz (anteriormente conocido como Association Sportive d'Algrange) es un club de fútbol femenino de la ciudad de Metz, Francia. Es la sección femenina del FC Metz. Fue fundado en 1974 bajo el nombre de Asociación Sportive d'Algrange y juega sus encuentros de local en el Stade Dezavelle, un estadio multiuso para 3.000 espectadores al lado del Stade Saint-Symphorien en Metz. Compite en la Division 1 Féminine, la primera categoría del fútbol femenino en Francia. 

## Historia
La sección femenina del FC Metz fue fundada en 1999. Los Algrangeoises alcanzan por primera vez en su historia la División 2 en 2008, después de haber pasado varias temporadas en la Liga de Lorena y la División 3. Finalmente llegaron a la División 1 al final de la temporada 2013- 2014. Fue en este año que la Asociación Sportive d'Algrange se fusionó con la sección sección femenina del FC Metz,  para perpetuar el club en la primera división.